# Liste der Lokomotiven der Compagnie des chemins de fer de l’Est

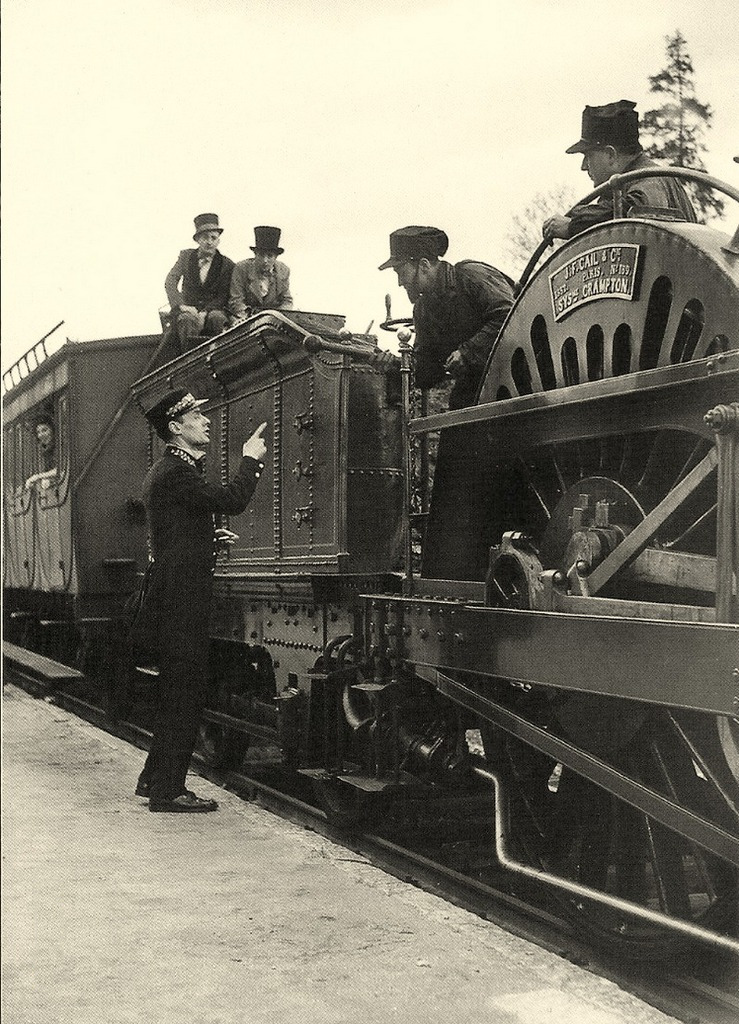
Crampton-Lokomotive Nr. 80

In dieser Liste sind die meisten Lokomotiven der Compagnie des chemins de fer de l’Est, der französischen Ostbahn (EST), aufgeführt.

## Anstrich und Bezeichnung der Lokomotiven

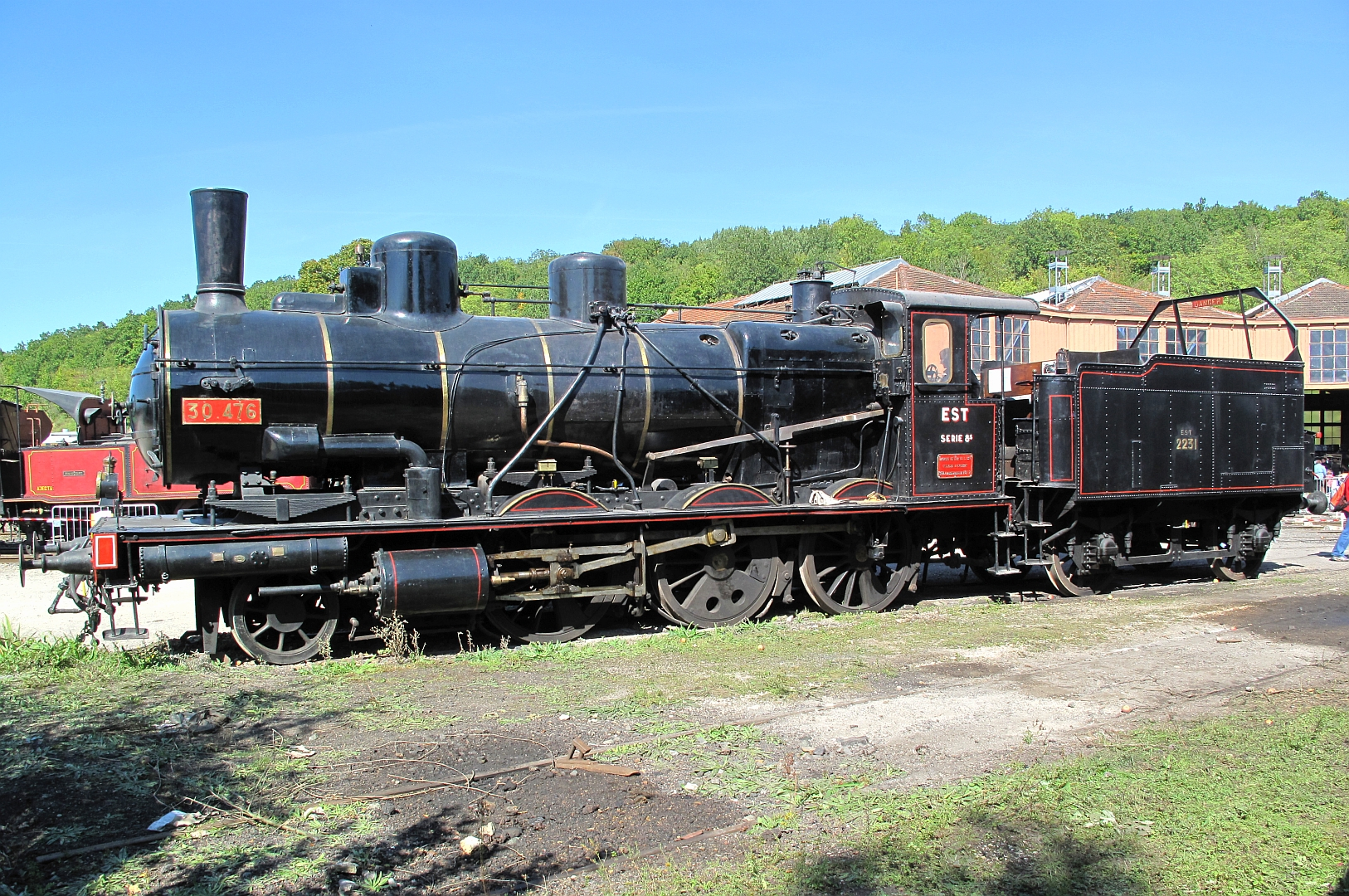
Est 30.476 in typischer Farbgebung

### Farbgebung und Beschriftung
Die Maschinen der Ostbahn waren blauschwarz lackiert, mit roten Zierlinien. Auf der traditionell roten vorderen Pufferbohle waren die Eigentumsangabe „EST“ und die Lokomotivnummer in weiß angeschrieben. Die Bezeichnung „EST“ erschien auch auf den Seitenwänden der Führerhäuser in weißer Schattenschrift, ebenso wie ab etwa 1920 die Angabe des Heimatdepots. Das Loknummernschild aus einer Kupferlegierung war an den Seiten der Rauchkammer bzw., falls vorhanden, an den Windleitblechen angebracht. Die messingenen Kesselringe und Einfassungen der Radschutzkästen waren blank poliert.

### Nummerierung
Mehrere Jahrzehnte lang wurden die Maschinen der Ostbahn sequentiell, d. h. in der Reihenfolge der Indienststellung nummeriert, wobei die numerische Reihenfolge nicht immer streng eingehalten wurde.
Die Maschinen ohne Laufachsen wurden aber in einer eigenen Reihe geführt, wobei der Loknummer eine Null vorangestellt wurde, so dass beispielsweise die 0.526 eine vierfach gekuppelte Güterzuglokomotive, die 526 hingegen eine 1B-Schnellzuglokomotive war. Diese etwas irritierende Vorgehensweise blieb bis ca. 1900 in Verwendung, als das Prinzip der Anzahl der gekuppelten Achsen übernommen wurde: neue Zweikuppler erhielten Nummern in den 2000ern, Dreikuppler in den 3000ern und so fort. Dieses System geriet aber mit Indienststellung großer Lokomotivserien (3100, 3400, 3500) schnell an seine Grenzen, so dass fünfstellige Serien verwendet werden mussten: 31.000, 32.000, 40.000, 41.000 usw.
Ab 1931, mit der Inbetriebnahme der ersten Serien-Mountains, kam der Übergang zum Prinzip zweier dreistelliger Nummerngruppen, von denen die erste die Achsfolge (in französischer Art), die zweite die laufende Nummer dieser Bauart bezeichnete, zum Beispiel: 241-002, 141-701, 230-103, 150-001 usw. Dieses System wurde zuerst von der État, dann der PLM, und – nach der Est – auch von der PO-Midi verwendet. Es wurden aber nur Neubauten und einige wenige neuere Lokomotivbauten so (um)nummeriert.

## Dampflokomotiven

### Personen- und Schnellzuglokomotiven
| Serie  | Nummernreihe             | Nummernreihe neu (ab 1930) | SNCF-Reihe | Anzahl | Hersteller (Anzahl Loks)                                                | Fabriknummern                                        | Indienst- stellung | Bauart    | Bemerkungen | Bild |
| ------ | ------------------------ | -------------------------- | ---------- | ------ | ----------------------------------------------------------------------- | ---------------------------------------------------- | ------------------ | --------- | --- | ---- |
| –      | 79 bis 90, 174 bis 188   | –                          | −          | 026    | J. F. Cail & Cie                                                        | 186–197                                              | 1852–56            | 2A n2     | Bauart Crampton, Nr. 80 erhalten |      |
| –      | 136 bis 141, 158 bis 173 | –                          | –          | 022    |                                                                         |                                                      | 1854               | 1A1 n2    | 136 bis 141 ex Cie. de Saint-Dizier à Gray 1 bis 6 |      |
| –      | 601 bis 612              | –                          | –          | 012    | J. F. Cail & Cie                                                        |                                                      | (1869)             | 2A n2     | Crampton-Lokomotive ex PLM 1–30 (Bj. 1854 oder 1857), 1869 angekauft |      |
| –      | 604                      | –                          | –          | 01     | Épernay                                                                 |                                                      | (1869)             | 2A n2     | Crampton-Lokomotive ex PLM 1–30 (Bj. 1854 oder 1857), 1869 angekauft; und auf Flaman-Kessel umgebaut                                                                                              |      |
| 4      | 501 bis 510              | –                          | –          | 010    | Épernay                                                                 | 124–133                                              | 1878–79            | 1B n2     | Doppelrahmen, Treibrad-Ø 2,31 m |      |
| 4      | 511 bis 562              | –                          | –          | 052    | J. F. Cail & Cie Wiener Neustadt Épernay                                | Épernay: 202–221                                     | 1882–86            | 1B n2     | Doppelrahmen, Treibrad-Ø 2,11 m |      |
| 4      | 508 und 509              | –                          | –          | 02     |                                                                         |                                                      | (1888)             | 2’B n2    | Umbau mit vorderem Drehgestell und Flaman-Kessel |      |
| 8      | 801 bis 840              | –                          | –          | 040    | Épernay                                                                 | 231–242 259–270 295–310                              | 1892–94            | 2’B n2    | Chameau ‚Kamel‘ mit Flaman-Kessel |      |
| 8      | 2401 bis 2432            | –                          | 1-220 A    | 032    | Épernay (22) SACM (10)                                                  | Épernay: 356–377                                     | 1899–1900          | 2’B n4v   | Mit einem Vierzylinder-Verbundtriebwerk nach de Glehn |      |
| 8v     | 2601 und 2602            | –                          | 1-221 A    | 02     | SACM                                                                    |                                                      | 1902               | 2’B1 n4v  | Prototypen, Typ Nord 2.641 |      |
| 11     | 3101 und 3102            | –                          | –          | 02     | Épernay                                                                 | 448, 449                                             | 1903               | 2’C n4v   | Prototypen der Est 3103 bis 3280 |      |
| 11/11s | 3103 bis 3280            | 230-103 bis 280            | 1-230 J/K  | 178    | Épernay (68), Krauss-Maffei (20), SACM (20), Batignolles-Châtillon (50) | Épernay: 525–554, 558–605, 626–645, 691–701, 704–712 | 1906–26            | 2’C n/h4v | Serie; ab 3147 mit Überhitzer, Rest 1910/14 auf Heißdampf umgebaut; nach Modernisierung in den 1930er Jahren umnummeriert, SNCF-Reihe 230 K für modernisierte, 230 J für unveränderte Lokomotiven |      |
| 11s    | 31.001 bis 31.040        | 231-001 bis 040            | 1-231 B    | 040    | SACM (20), Batignolles-Châtillon (20)                                   |                                                      | 1921, 1923         | 2’C1’ h4v | „TP“-Pacific Typ État 231-501; 1934/36 modernisiert und umnummeriert |      |
| 13     | 41.001                   | 241-001                    | 1-241 A    | 01     | Épernay                                                                 | 904                                                  | 1924               | 2’D1’ h4v | Prototyp, erste Mountain in Europa |      |
| 13     | –                        | 241-002 bis 041            | 1-241 A    | 040    | Fives-Lille (20) SFCM (20)                                              |                                                      | 1931–32            | 2’D1’ h4v | Serie |      |
| 12s    | –                        | 231-051 bis 073            | 1-231 C    | 023    | PLM-Werkstatt Tours                                                     |                                                      | (1935)             | 2’C1’ h4v | Ex PO 3500, 1934 angekauft und nach Chapelon umgebaut |      |

### Lokomotiven für gemischten Dienst
| Serie  | Nummernreihe                                                     | Nummernreihe neu (ab 1930) | SNCF-Reihe | Anzahl | Hersteller (Anzahl Loks) | Fabriknummern                                                        | Indienst- stellung  | Bauart    | Bemerkungen | Bild          |
| ------ | ---------------------------------------------------------------- | -------------------------- | ---------- | ------ | --- | -------------------------------------------------------------------- | ------------------- | --------- | --- | ------------- |
| 1      | 1 bis 40, 51 bis 78                                              | –                          | –          | 68     | l’Expansion (25) Cavé (15) Motteau (3) Cail (25) |                                                                      | 1846–50             | 1A1 n2    | Treibrad-Ø 1,69 m; Mehrzahl ab 1863 in 1B umgebaut |               |
| –      | 288 bis 299                                                      | –                          | –          | 12     | Hallette |                                                                      | 1847                | 1A1 n2    | Ex Cie. de Montereau à Troyes 1, 3–5, 7, 9, 10, 12–16 |               |
| 5/6    | 0.1 bis 0.10 0.11 bis 0.62, 0.63 … 0.119 0.108 bis 0.113 & 0.120 | –                          | –          | 120    | Expansion, J. F. Cail & Cie André Koechlin & Cie Parent & Schaken                                                                                                  | Expansion: 104–113 Cail: 165–174, 264–308, 357–362 Koechlin: 112–153 | 1847–54             | C n2      | Typ „Mammouth“; Innenzylinder |               |
| 1      | 41 bis 50                                                        | –                          | –          | 10     | Cavé |                                                                      | 1848–49             | 1A1 n2    | Treibrad-Ø 1,80 m |               |
| 2      | 91 bis 100, 304 bis 361                                          | −                          | –          | 68     | Épernay | 12–31                                                                | 1853–63             | 1B n2     | Innenzylinder |               |
| 3      | 101 bis 120, 142 bis 143, 144 bis 157, 259 bis 260               | –                          | –          | 38     | |                                                                      | 1853–57             | B1 n2     | Innenzylinder, Treibrad-Ø 1,69 m; 142 und 143 urspr. Cie. de Saint-Dizier à Gray 7 bis 8                                                                         |               |
| 3      | 121 bis 135                                                      | –                          | –          | 15     | |                                                                      | 1853–54             | B1 n2     | Innenzylinder, Treibrad-Ø 1,81 m |               |
| 3      | 189 bis 222, 243 bis 258, 362 bis 420, 421 bis 440               | –                          | –          | 129    | Grafenstaden |                                                                      | 1855–70             | 1B n2     | 362 bis 420 ex Cie. des Ardennes 1 bis 59; 25 Lok ab 1889 in 1B1 umgebaut                                                                                        |               |
| –      | LS 20 bis LS 22                                                  | –                          | –          | 3      | |                                                                      | 1875                | 1B n2     | Ex Cie. Lerouville à Sedan, 1883 übernommen; Typ Nord 2.801 |               |
| 4      | 441 bis 485                                                      | –                          | –          | 45     | SACM |                                                                      | 1885                | B1 n2     | Innenzylinder; mehrere Exemplare 1914 zu Panzerlokomotiven umgebaut                                                                                              |               |
| 11/11s | 3401 bis 3500                                                    | –                          | 1-230 A    | 100    | Épernay | 326–355, 378–447                                                     | 1897–1901           | 2’C n4v   | Mehr als die Hälfte ab 1918 auf Heißdampf umgebaut |               |
| 11/11s | 3501 bis 3890                                                    | –                          | 1-230 B    | 390    | J.A.Maffei (20), Schneider (30), Épernay (60), SACM (35), Franco-Belge (50), Henschel (30), Hartmann (30), Batignolles (20), Fives-Lille (20), Blanc-Misseron (20) | Épernay: 450–509                                                     | 1901–13             | 2’C n/h4v | Ab 3791 mit Überhitzer, weitere 278 ab 1910 auf Heißdampf umgebaut                                                                                               |               |
| 4      | 2511 bis 2561                                                    | –                          | –          | 48     | |                                                                      | (1904–12)           | 1B n2     | Umbau aus 511 bis 561 |               |
| 8c     | 30.250 bis 30.428                                                | –                          | 1-130 A    | 48     | Épernay | 743–832 853–902                                                      | (1905–14) (1917–26) | 1’C n/h2v | Umbau aus Reihen 0.250 bis 0.500, 0.701 bis 0.766; 4 Verbundlokomotiven von Anfang an mit Überhitzer, restliche Verbundlokomotiven später auf Heißdampf umgebaut |               |
| 8s     | 30.254 bis 30.766                                                | –                          | 1-130 B    | 92     | Épernay | 743–832 853–902                                                      | (1905–14) (1917–26) | 1’C h2    | Umbau aus Reihen 0.250 bis 0.500, 0.701 bis 0.766; 4 Verbundlokomotiven von Anfang an mit Überhitzer, restliche Verbundlokomotiven später auf Heißdampf umgebaut |               |
| 8s     | 30.476                                                           |                            | 1-130 B    | 1      | Épernay |                                                                      | (1922)              | 1’C h2    | Umbau | 100xrahmenlos |

### Güterzuglokomotiven
| Serie  | Nummernreihe                                                                        | Nummernreihe neu (ab 1930) | SNCF-Reihe | Anzahl | Hersteller (Anzahl Loks)                                                              | Fabriknummern | Indienst- stellung | Bauart      | Bemerkungen | Bild |
| ------ | ----------------------------------------------------------------------------------- | -------------------------- | ---------- | ------ | ------------------------------------------------------------------------------------- | --- | ------------------ | ----------- | --- | ---- |
| –      | 300 bis 303                                                                         | –                          | –          | 4      |                                                                                       | | 1847               | 1B n2       | Ex Cie. de Montereau à Troyes 2, 6, 8, 11 |      |
| 7      | 0.121 bis 0.164, 0.212 bis 0.241                                                    | –                          | –          | 74     |                                                                                       | | 1855–58            | C n2        | Typ „Bourbonnais“, Treibrad-Ø 1,33 m |      |
| 7      | 0.189 bis 0.200                                                                     | –                          | –          | 12     | Épernay                                                                               | 1–11, 32 | 1857               | C n2        | Innenzylinder |      |
| 8      | 0.250 bis 0.299, 0.300 bis 0.349, 0.350 bis 0.478, 0.479 bis 0.500, 0.701 bis 0.766 | –                          | –          | 217    | Épernay                                                                               | Épernay: 33–113 139–171,182–201 | 1859–84            | C n2        | Typ „Bourbonnais“, Treibrad-Ø 1,42 m; 0.300 bis 0.349 ex Cie. des Ardennes 0.1 bis 0.50                                                                          |      |
| 9      | 0.501 bis 0.525                                                                     | –                          | 1-040 A    | 25     | Schneider                                                                             | | (1859–68)          | D n2        | Umbau aus Engerth-Lokomotiven |      |
| 9      | 0.526 bis 0.691                                                                     | –                          | 1-040 A    | 166    | Schneider (59), Grafenstaden (16), Fives-Lille (16), Épernay (6) SACM (44), Cail (25) | Schneider: 222–246, 2284–2293, 2308–2343, 2400–2412 Grafenstaden:403–418 Fives-Lille: 1668–1683 Épernay: 114–119 SACM: 1668–1683, 3118–3127, 3071–3080 Cail: 2221–2245 | 1865–84            | D n2        | |      |
| 8      | 1000 und 1001                                                                       | –                          | –          | 2      |                                                                                       | | 1869–70            | C n2 + C n2 | Außenrahmen und Innenzylinder; Prototypen mit Triebtender, 1873 durch Normaltender ersetzt                                                                       |      |
| –      | LS 43 und LS 44, LS 48 bis LS 52                                                    | –                          | –          | 7      |                                                                                       | | –                  | C n2        | Ex Cie. Lerouville à Sedan, 1883 übernommen |      |
| –      | LS 53 und 54                                                                        | –                          | –          | 2      |                                                                                       | | 1877               | C n2        | Ex Cie. Lerouville à Sedan, 1883 übernommen |      |
| 9      | 1002 und 1003                                                                       | –                          | 1-030 A    | 2 + 2  | Épernay                                                                               | 255, 256 | 1893               | C n2v       | Außenrahmen und Innenzylinder; Prototypen zu Vergleichszwecken                                                                                                   |      |
| 9      | 1004 und 1005                                                                       | –                          | 1-030 A    | 2 + 2  |                                                                                       | 257, 258 | 1893               | C n2        | Außenrahmen und Innenzylinder; Prototypen zu Vergleichszwecken                                                                                                   |      |
| 10     | 3001 bis 3015                                                                       | –                          | 1-030 B    | 15     | Épernay                                                                               | 311–325 | 1896–97            | C n2        | Außenrahmen und Innenzylinder |      |
| 12     | 4001 und 4002                                                                       | –                          | –          | 2      |                                                                                       | | 1905–06            | 1’D n4v     | Prototypen, Typ Midi 4000 |      |
| 12/12s | 4003 bis 4090                                                                       | –                          | 1-140 A    | 88     | Épernay                                                                               | 510–524, 555–587, 606–625, 671–690 | 1907–12            | 1’D n/h4v   | Serie, ab 4071 mit Überhitzer; Rest 1910–30 auf Heißdampf umgebaut                                                                                               |      |
| 12/12s | 4091 bis 4175                                                                       | –                          | 1-140 A    | 85     | Henschel (20), Sächsische Maschinenfabrik (20), Fives-Lille (30), Blanc-Misseron (15) | | 1911–14            | 1’D h4v     | |      |
| 13     | 6001 und 6002                                                                       | –                          | –          | 2      |                                                                                       | | 1908               | (1’C)C n4v  | Gelenklokomotive Bauart Mallet, gebaut von ALCo (USA) |      |
| 12s    | 40.001 bis 40.035                                                                   | –                          | 1-140 C    | 35     |                                                                                       | | 1917–20            | 1’D h2      | Typ État 140-101, ex ALVF 1 bis 35 (Artillerie lourde sur voie ferrée) – Zuglokomotiven der schweren Eisenbahnartillerie der Französischen Armee im 1. Weltkrieg |      |
| 13     | 5211 bis 5335                                                                       | 150-001 bis 195            | 1-150 E    | 195    | SACM (72), Fives-Lille (107), Blanc-Misseron (16)                                     | | 1926–32            | 1’E h3      | Modifizierter Nachbau der sächs. XIII H |      |

### Tenderlokomotiven für Streckendienst
| Serie   | Nummernreihe             | Nummernreihe neu (ab 1930) | SNCF-Reihe     | Anzahl | Hersteller (Anzahl Loks)                                                       | Fabriknummern                                                                | Indienst- stellung | Bauart          | Bemerkungen                                                                                              | Bild |
| ------- | ------------------------ | -------------------------- | -------------- | ------ | ------------------------------------------------------------------------------ | ---------------------------------------------------------------------------- | ------------------ | --------------- | --- | ---- |
| –       | 0.164 bis 0.188          | –                          | –              | 25     | Schneider                                                                      |                                                                              | 1856–57            | D2’ n2t         | Stütztenderlokomotiven Bauart Engerth; 1859–68 in Schlepptenderlokomotiven D n2 umgebaut                 |      |
| 4       | 261 bis 285              | –                          | –              | 25     | Épernay                                                                        | 120–123, 134–138                                                             | 1869–79            | 1B n2t          | Typ Ouest „Bicyclettes“                                                                                  |      |
| 6       | V1 bis V7                | –                          | –              | 7      |                                                                                |                                                                              | 1869–76            | C n2t           | Ex Cie. des Vosges, von der Est seit 1881 betrieben                                                      |      |
| 6       | 0.183 bis 0.184          | –                          | –              | 2      |                                                                                |                                                                              | 1879               | C n2t           | Ex Cie. de la Moselotte, 1881 übernommen                                                                 |      |
| –       | C 1 bis C 3              | –                          | –              | 3      |                                                                                |                                                                              | 1870               | C n2t           | Ex Avricourt–Blamont–Cirey, seit 1876 von der Est betrieben                                              |      |
| –       | A 1 bis A 2              | –                          | –              | 2      |                                                                                |                                                                              | 1878               | C n2t           | Ex Cie. de l’Argonne, 1881 übernommen                                                                    |      |
| –       | B 1 bis B 3              | –                          | –              | 3      |                                                                                |                                                                              | 1880–81            | B n2t           | Für Bondy–Aulnay-sous-Bois, von der Est betrieben                                                        |      |
| 8       | 613 bis 622 684 bis 728  | –                          | 1-031 TA       | 55     | Épernay                                                                        | 172–181,222–230 243–254,271–294                                              | 1881 1891–1895     | C1’ n2t         | Außenrahmen und Innenzylinder                                                                            |      |
| 8       | 623–683, 729–742         | –                          | 1-031 TA       | 75     | SACM, Cail, Batignolles                                                        | SACM: 2984–2993, 3302–3319, 3513–3535 Cail: 2246–2255 Batignolles: 1294–1307 | 1882–1884, 1895    | C1’ n2t         | Außenrahmen und Innenzylinder                                                                            |      |
| 8       | B.684 bis B.733          |                            | 1-230 TA       | 50     | Épernay                                                                        | alte Fabriknummern behalten                                                  | (1898–99)          | 2’C n2t         | Umbau aus Reihe 613 bis 742; Außenrahmen und Innenzylinder                                               |      |
| 8       | V.613-V.637, V.647-V.666 | –                          | 1-131 TA       | 45     | Épernay                                                                        | alte Fabriknummern behalten                                                  | (1905–07)          | 1’C1’ n2t       | Umbau aus Reihe 613 bis 742; Außenrahmen und Innenzylinder                                               |      |
| 11      | 3901 bis 3940            | –                          | 1-232 TA       | 40     | SACM (20), Hartmann (20)                                                       |                                                                              | 1905–10            | 2’C2’ n4vt      | 1913/14 auf Heißdampf umgebaut und in 33.901 bis 33.940 umnummeriert                                     |      |
| –       | ABC 1 bis ABC 2          | –                          | –              | 2      |                                                                                |                                                                              | 1910–11            | B’B n4vt        | Gelenklokomotive Bauart Mallet, für die seit 1876 von der Est betriebene Strecke Avricourt–Blamont–Cirey |      |
| 13      | 6101 bis 6113            | –                          | (2-031+130 TA) | 13     | Épernay                                                                        | 656–664, 667–670                                                             | 1911               | (C1‘)(1‘C) n4vt | Gelenklokomotive Bauart Du Bousquet, Typ Nord 6.121; 1921 an Ceinture verkauft                           |      |
| 11s     | 4401 bis 4512            | –                          | 1-141 TB       | 112    | Épernay (52), Blanc-Misseron (15), Saint-Léonard (15), Lüttich (15), Cail (30) | Épernay: 665, 666, 713–742, 833–852                                          | 1911–17            | 1’D1’ h2t       | |      |
| 13      | 5001 und 5002            | 151-701 bis 727            | 1-151 TA       | 2      | Épernay                                                                        | 702, 703                                                                     | 1913               | 1’E1’ h2t       | „Lorraine“; Prototypen, um 1930 umnummeriert                                                             |      |
| 13      | 5901 bis 5925            | 151-701 bis 727            | 1-151 TA       | 25     | Schneider                                                                      |                                                                              | 1925               | 1’E1’ h2t       | „Lorraine“; Serie, um 1930 umnummeriert                                                                  |      |
| 11s bis | 32.001 bis 32.050        | –                          | 1-131 TB       | 50     | Blanc-Misseron (25), Fives-Lille (25)                                          |                                                                              | 1925               | 1’C1’ h2t       | |      |
| 12s     | –                        | 141-701 bis 742            | 1-141 TC       | 42     | Épernay (2), SFCM (40)                                                         | Épernay: 905, 906 SFCM: 4184–4223                                            | 1930–32            | 1’D1’ h3t       | Letzte in den Werkstätten von Épernay gebaute Lokomotiven                                                |      |
| 13      | –                        | 151-751 bis 780            | 1-151 TC       | 30     | SACM                                                                           |                                                                              | 1930               | 1’E1’ h3t       | „Lorraine“; 2. Serie                                                                                     |      |

### Tenderlokomotiven für Rangierdienst
| Serie | Nummernreihe                                      | Nummernreihe neu (ab 1930) | SNCF-Reihe | Anzahl | Hersteller (Anzahl Loks)                        | Fabriknummern    | Indienst- stellung | Bauart | Bemerkungen                                                              | Bild |
| ----- | ------------------------------------------------- | -------------------------- | ---------- | ------ | ----------------------------------------------- | ---------------- | ------------------ | ------ | ------------------------------------------------------------------------ | ---- |
| –     | 0.165 bis 0.170, 0.211                            | –                          | –          | 7      |                                                 |                  | 1854–55            | C n2t  | Innenzylinder                                                            |      |
| 6     | 0.201 bis 0.210, 0.242 bis 0.249, 0.171 bis 0.182 | –                          | –          | 30     | Mülhausen (10), Koechlin (8), Grafenstaden (12) | –                | 1858, 1859, 1866   | C n2t  | Typ PO 1001, Umbau zu Tramway Gargan – Livry 0.203, 0.206, 0.208 & 0.209 |      |
| 7     | 0.901 bis 0.948                                   | –                          | –          | 48     |                                                 |                  | 1880–84            | C n2t  | Typ PO 1031                                                              |      |
| 6     | 0.165 und 0.166                                   | –                          | –          | 2      |                                                 |                  | (1893)             | C n2t  | Innenzylinder, Umbau aus den Triebtendern der Lokomotiven 1001 und 1002  |      |
| 9     | 4901 bis 4990                                     | –                          | 1-040 TA   | 90     | SFCM, Épernay (10), Blanc-Misseron              | Épernay: 646–655 | 1907–14            | D n2t  | Typ Nord 4.446                                                           |      |

### US-amerikanische Kriegslokomotiven
Nach dem Ersten Weltkrieg erhielt die Ostbahn, ebenso wie alle anderen französischen Eisenbahngesellschaften, für den Kriegsdienst gebaute Lokomotiven aus den Beständen der American Expeditionary Forces (AEF) der US Army.
| Serie | Nummernreihe      | Nummernreihe neu (ab 1930) | SNCF-Reihe | Anzahl | Hersteller (Anzahl Loks) | Baujahre | Bauart | Bemerkungen                                 | Bild |
| ----- | ----------------- | -------------------------- | ---------- | ------ | ------------------------ | -------- | ------ | ------------------------------------------- | ---- |
| 12s   | 40.101 bis 40.310 | –                          | 1-140 B    | 210    | Baldwin (USA)            | 1917–19  | 1’D h2 | „Américaine type B“, „Pershing“; ex US Army |      |

### Armistice-Lokomotiven (deutsche Waffenstillstandsabgaben)
Aufgrund der Bestimmungen des Waffenstillstands von 1918 musste das Deutsche Reich unter anderem 5000 Lokomotiven an die Entente abliefern. Von diesen erhielt die Ostbahn 311 Stück.
| Serie | Nummernreihe  | Nummernreihe neu (ab 1930) | SNCF-Reihe | Anzahl | Hersteller (Anzahl Loks) | Baujahre  | Bauart    | Bemerkungen                                            | Bild          |
| ----- | ------------- | -------------------------- | ---------- | ------ | ------------------------ | --------- | --------- | ------------------------------------------------------ | ------------- |
| –     | 2701 bis 2705 | –                          | –          | 5      |                          | 1904–05   | 2’B1 n4v  | Ex preuß. S 7 Bauart de Glehn                          |               |
| –     | 2706 bis 2710 | –                          | –          | 5      |                          | 1904–06   | 2’B1’ n4v | Ex preuß. S 7 Bauart von Borries                       |               |
| –     | 2901 bis 2904 | –                          | –          | 4      |                          | 1909      | 2’B1’ n4v | Ex preuß. S 9                                          |               |
| –     | 3301          | –                          | –          | 1      |                          | 1905      | 2’C h4v   | Ex sächs. XII HV                                       |               |
| –     | 3305 bis 3307 | –                          | 1-230 E    | 3      |                          | 1909      | 2’C h2    | Ex sächs. XII H1                                       |               |
| –     | 3311 bis 3335 | –                          | 1-230 F    | 25     |                          | 1909–18   | 2’C h2    | Ex preuß. P 8                                          |               |
| –     | 3351 bis 3367 | –                          | –          | 17     |                          | 1903–09   | 2’C n/h4v | Ex bayer. S 3/5                                        |               |
| –     | 4240 bis 4291 | –                          | 1-040 D    | 42     |                          | 1915–19   | D h2      | Ex preuß. G 81, 1923 aus dem Bestand der PO übernommen |               |
| –     | 4292 bis 4399 | –                          | 1-040 D    | 108    |                          | 1913–18   | D h2      | Ex preuß. G 81                                         |               |
| –     | 4700 bis 4702 | –                          | –          | 3      |                          | 1887–88   | D n2      | Ex Badische VIII b, ex S&NJ 5–14 und 17–26             | 100xrahmenlos |
| –     | 4704          | –                          | –          | 1      |                          | 1895      | D n2v     | Ex preuß. G 72                                         |               |
| –     | 4706 bis 4745 | –                          | 1-040 B    | 40     |                          | 1898–1916 | D n2      | Ex preuß. G 71                                         |               |
| –     | 4751 bis 4758 | –                          | –          | 8      |                          | 1895–1900 | B’B n4v   | Ex bad. VIII c                                         |               |
| –     | 4761 bis 4764 | –                          | –          | 4      |                          | 1898–99   | B’B n4v   | Ex sächs. I V                                          |               |
| –     | 4801 bis 4831 | –                          | 1-040 C    | 31     |                          | 1906–13   | D h2      | Ex preuß. G 8, 21 Lok 1931 an die DHP verkauft         |               |
| –     | 5005          | –                          | 1-050 A    | 1      |                          | 1905      | E n2v     | Ex württ. H                                            |               |
| –     | 5006 bis 5010 | –                          | 1-050 A    | 5      |                          | 1909–10   | E h2      | Ex württ. Hh                                           |               |
| –     | 5015          | –                          | 1-150 A    | 1      | Henschel                 | 1917      | 1’E h3    | Ex preuß. G 12 Bauart CFOA                             |               |
| –     | 5101 bis 5105 | –                          | (1-150 B)  | 5      |                          | 1916–17   | 1’E h3    | Ex preuß. G 121, 1937 an die AL abgegeben              |               |
| –     | 5151 bis 5159 | –                          | (1-150 C)  | 9      |                          | 1918      | 1’E h3    | Ex preuß. G 12, 1937 an die AL abgegeben               |               |
| –     | 5201 bis 5206 | –                          | 1-150 D    | 6      | Hartmann                 | 1917      | 1’E h3    | Ex sächs. XIII H                                       |               |
| –     | 751           | –                          | –          | 1      |                          | 1898      | 1’C n2t   | Ex preuß. T 92                                         |               |
| –     | 4651          | –                          | –          | 1      |                          | 1912      | 1’D1’ h3t | Ex preuß. T 14 „Kampflokomotive“                       |               |
| –     | 4656 bis 4682 | –                          | 1-141 TA   | 27     |                          | 1914–18   | 1’D1’ h2t | Ex preuß. T 14                                         |               |

## Kommentare zu den Tabellen
1. ↑  Lokomotiven 543–562
2. ↑  Lokomotiven 3103–3170
3. ↑  Lokomotiven 3191–3210
4. ↑  Lokomotiven 421 bis 440
5. ↑  Lokomotiven Nr. 3551–3610
6. ↑  Fabriknummer folgen nicht den Betriebsnummern. Erste von Épernay gebaute Lokomotive ist die 0.285 (Fabriknummer 33), die tiefste Betriebsnummer aus den Werkstätten von Épernay ist die 0.278 (Fabriknummer 68)
7. ↑  Lokomotiven 0.558 bis 0.541
8. ↑  Lokomotiven 4961–4970